# Monte Tonale
Il monte Tonale è una montagna italiana posta al confine tra Lombardia e il Trentino-Alto Adige. Si trova tra la Val Camonica e la Val di Sole ed immediatamente a nord del passo del Tonale.

## Descrizione
Il monte Tonale ha due cime: quella occidentale, in territorio lombardo, raggiunge i 2694 m s.l.m.; quella orientale nel Trentino è due metri più alta. Numerose sono le testimonianze della Grande Guerra in questa zona, ex confine tra Regno d'Italia e Impero austro-ungarico. Le selle del Tonale Occidentale, comprendenti Cima Casaiole e la Punta d'Albiolo, offrono ancora a chi le percorre i resti di baraccamenti, trincee, sentieri d'arroccamento, feritoie e ricoveri in caverna costruiti dal Regio Esercito durante il periodo bellico. Gli opposti versanti del Tonale Orientale, comprendenti anche il Torrione d'Albiolo e Cima Biolca, sono invece luogo di testimonianza dell'ex area difensiva austriaca: tra trincee, linee difensive arretrate, forti di sbarramento (Zaccarana, Mero e Strino, posti sotto i versanti della montagna) e i resti di un villaggio militare austriaco, oggi chiamato "Città Morta", l'area è anch'essa tutt'oggi visitabile, nonché ancora pesantemente segnata e martoriata dai crateri dei colpi d'artiglieria italiana esplosi sul terreno. 

## Leggende
Il monte Tonale era famoso nel passato grazie alle leggende che lo eleggevano a luogo di sabba per le streghe.